# Heath Shuler

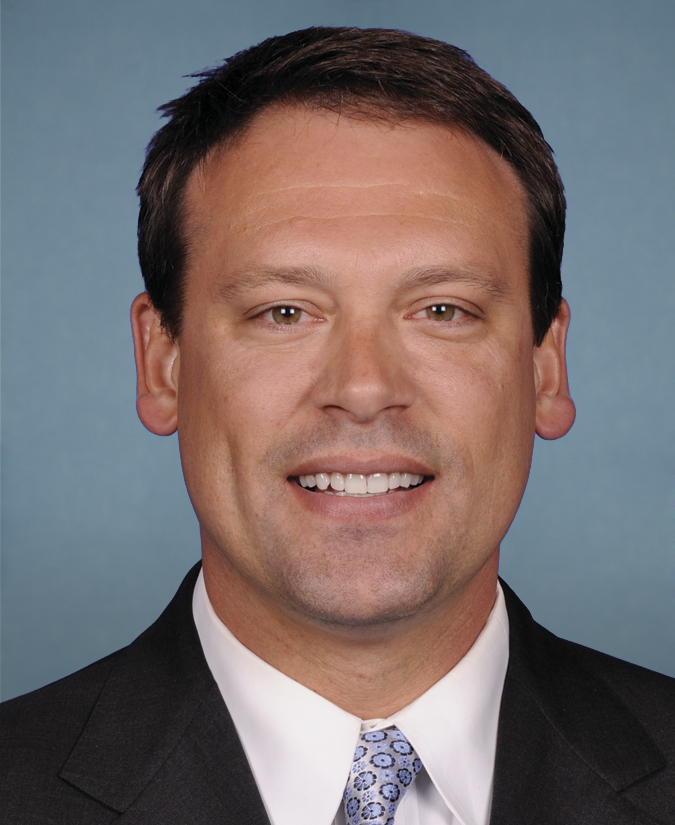
Heath Shuler

Joseph Heath Shuler (* 31. Dezember 1971 in Bryson City, Swain County, North Carolina) ist ein US-amerikanischer Politiker. Zwischen 2007 und 2013 vertrat er den Bundesstaat North Carolina im US-Repräsentantenhaus. Zuvor absolvierte er eine Karriere als Footballspieler in der NFL.

## Werdegang

### Football-Karriere
Heath Shuler besuchte bis 1991 die Swain County High School und studierte danach bis 2001 an der University of Tennessee Psychologie. Noch während seiner Zeit an der High School begann er eine Football-Karriere als Quarterback. Während seiner College-Karriere zählte er zu den besten seines Alters und wurde bei der Verleihung der Heisman Trophy Zweiter.
Shuler kam 1994 in den NFL Draft und wurde dort als dritter Spieler dieses Drafts von den Washington Redskins verpflichtet. Die Redskins planten, ein neues Team um den jungen Heath Shuler aufzubauen. Seine Rookie-Saison verlief mäßig (zehn Touchdowns, zwölf Interceptions, Quarterback Rating von 59,6), und Washington gewann nur drei Saisonspiele. Seine zweite Saison 1995 verlief kaum besser: nach nur drei Touchdowns, aber sieben Interceptions, wurde er Mitte der Saison von Reserve-Quarterback Gus Frerotte auf die Ersatzbank verdrängt. Die Saison 1996 verbrachte er größtenteils auf der Ersatzbank als dritter Quarterback hinter Frerotte und Brian Mitchell. 1997 wurde Shuler zu den New Orleans Saints abgegeben, wo er anfangs wieder Starting-Quarterback war, aber Mitte der Saison nach schlechten Leistungen (zwei Touchdowns, 14 Interceptions, Quarterback Rating 46,6) seinem Ersatzmann Mario Bates Platz machen musste. Nach einer Fußverletzung zog er sich aus dem Profisport zurück. Er stand 1998 zwar noch im Trainingskader der Oakland Raiders, absolvierte jedoch kein Spiel mehr. Für seine Misserfolge wurde der einstige Nummer-Drei-Draftpick Shuler vom Sportsender ESPN zu einem der „25 größten sportlichen Enttäuschungen“ gewählt.
Zu dieser Zeit gründete er in Knoxville eine Immobilienfirma, die bis heute eine der größten ihrer Art im östlichen Tennessee ist.

### Politische Karriere
Politisch wurde Shuler Mitglied der Demokratischen Partei. Bei den Kongresswahlen des Jahres 2006 wurde er im elften Wahlbezirk von North Carolina in das US-Repräsentantenhaus in Washington, D.C. gewählt, wo er am 3. Januar 2007 die Nachfolge von Charles H. Taylor antrat. Nach zwei Wiederwahlen konnte er sein Mandat im Kongress bis zum 3. Januar 2013 ausüben.
Shuler gilt als konservativer Demokrat. Er war im 112. Kongress stellvertretender Fraktionsvorsitzender der Blue Dog Coalition, eines Bündnisses von finanz- und gesellschaftspolitisch konservativ eingestellten Abgeordneten der Demokratischen Partei. Politisch ist Shuler gegen eine Liberalisierung von Abtreibungsgesetzen, gegen eine Kontrolle von Waffenbesitz sowie für eine harte Linie gegen illegale Einwanderer. In diesen Punkten steht er der Republikanischen Partei relativ nahe. In Wirtschafts- und Umweltfragen jedoch liegt er auf der Parteilinie der Demokraten. Im Kongress war er Mitglied im Haushaltsausschuss und im Verkehrsausschuss sowie in zwei Unterausschüssen. Im Jahr 2012 verzichtete er auf eine weitere Kandidatur und wurde nach seinem Ausscheiden aus dem Kongress am 3. Januar 2013 Lobbyist für die Firma Duke Energy.
Seit 2003 lebt Shuler in Waynesville (North Carolina). Er ist mit Nikol Davis verheiratet, mit der er zwei Kinder hat.